# The Kids Are All Right
The Kids Are All Right is een Amerikaanse film uit 2010, geregisseerd door Lisa Cholodenko met in de hoofdrollen Annette Bening, Julianne Moore en Mark Ruffalo. De film werd genomineerd voor vier Oscars in de categorieën beste film, beste vrouwelijke hoofdrol, beste mannelijke bijrol en beste origineel script. Het won de Golden Globe in de categorie beste film - musical of komedie.

## Verhaal
Nic en Jules zijn een getrouwd lesbisch echtpaar uit Californië. Ze hebben beiden een kind van dezelfde anonieme zaaddonor. Nic is gynaecoloog en de kostwinner van het gezin, terwijl Jules huisvrouw is en zich verder bezighoudt met het ontwerpen van tuinen. Het jongste kind, Laser, is vijftien jaar en wil graag uitzoeken wie zijn biologische vader is, maar moet wachten tot hij achttien wordt om dit na te vragen in de infertiliteitskliniek en daarom vraagt hij zijn achttienjarige zus Joni om de infertiliteitskliniek te bevragen inzake de identiteit van hun vader. Beide kinderen ontmoeten hun vader Paul en de ontmoeting gaat goed. De kinderen hebben alles verzwegen tegenover hun moeders, omdat ze bezorgd zijn dat die boos worden, maar Nic en Jules komen het te weten en beslissen om Paul thuis uit te nodigen voor een etentje. De sfeer is vriendschappelijk maar ook een beetje ongemakkelijk.
Wanneer Paul verneemt dat Jules zich bezighoudt met het ontwerpen van tuinen vraagt hij haar om zijn tuin onder handen te nemen. Tijdens het werk blijkt er een aantrekkingskracht te bestaan tussen de twee en ze delen herhaaldelijk en hartstochtelijk het bed met elkaar. Wanneer Nic de affaire ontdekt, is ze erg boos, maar Jules verdedigt zich en zegt dat ze niet verliefd is op Paul, maar dat ze alleen meer affectie en waardering wilde. Als de kinderen het nieuws vernemen zijn ze erg boos op Jules en Paul. Paul stelt Jules voor om samen met de kinderen bij hem te komen wonen, maar Jules weigert. Thuis vraagt ze vergeving aan Nic en de kinderen. De volgende dag brengt het gezin hun dochter naar de universiteit. Tijdens de terugweg zegt de zoon dat ze niet mogen scheiden omdat ze daar te oud voor zijn, waarop beide moeders beginnen te lachen om die opmerking, waarop de film eindigt met Nic en Jules, glimlachend kijkend naar elkaar.

## Rolverdeling
- Annette Bening als Dr. Nicole 'Nic' Allgood
- Julianne Moore als Jules Allgood
- Mark Ruffalo als Paul Hatfield
- Mia Wasikowska als Joni Allgood
- Josh Hutcherson als Laser Allgood
- Yaya DaCosta als Tanya

## Nominaties
Genomineerd voor de 83ste Oscaruitreiking als
- Beste Film
- Beste Actrice in een hoofdrol: Annette Bening
- Beste Acteur in een bijrol: Mark Ruffalo
- Beste origineel script: Lisa Cholodenko & Stuart Blumberg